# Анридорф
Анридорф (фр. Henridorff) је насеље и општина у североисточној Француској у региону Лорена, у департману Мозел која припада префектури Сарбур.
По подацима из 2011. године у општини је живело 661 становника, а густина насељености је износила 90,42 становника/km². Општина се простире на површини од 7,31 km². Налази се на средњој надморској висини од 366 метара (максималној 367 m, а минималној 215 m).

## Демографија
| 1962. | 1968. | 1975. | 1982. | 1990. | 1999. | 2011. |
| ----- | ----- | ----- | ----- | ----- | ----- | ----- |
| 600   | 627   | 590   | 537   | 493   | 531   | 661   |

График промене броја становника у току последњих година

## Историја
Место је основао Анри II, војвода од Лорене, 1614. године са именом Henry-Dorff. Од 1661. налази се под управом Француске.